# Diodes Incorporated

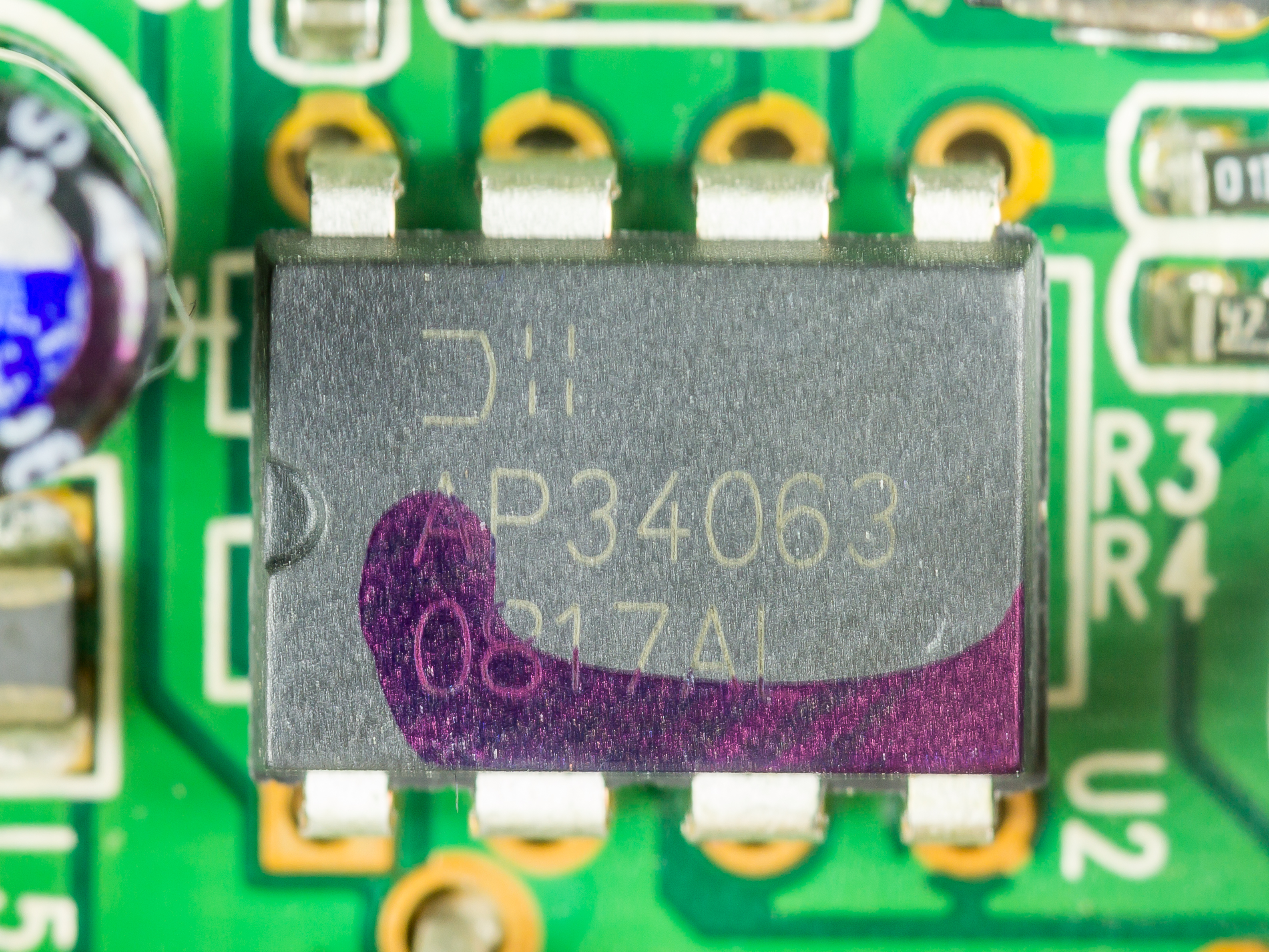
Diodes AP34063

Diodes Incorporated (ou Diodes Inc.) é uma empresa estadunidense fabricante e fornecedora de semicondutores. Sua sede global está localizada na cidade de Plano, no estado do Texas. Os produtos da Diodes Inc. incluem diodos semicondutores, retificadores, transistores, MOSFETs, dispositivos de proteção, matrizes específicas funcionais, porta lógica única, amplificadores e sensores de temperatura ; dispositivos de gerenciamento de energia, incluindo drivers de LED, conversores de CA-CC e controladores, CC de comutação e tensão linear, além de reguladores e referências de tensão, juntamente com dispositivos de funções especiais, tais como interruptores de corrente USB, interruptores de carga, supervisores de tensão e controladores de motor.

## Locais
Os locais de projeto, de marketing e os centros de engenharia da Companhia estão localizados em:
- Plano, Texas
- San Jose, Califórnia
- Taipei, Taiwan
- Manchester, Reino Unido
- Neuhaus, Alemanha

## Ligações Externas
Site oficial(em inglês)